# Fritz Dworschak
Friedrich Dworschak (* 27. Februar 1890 in Krems an der Donau, Österreich-Ungarn; † 7. September 1974 ebenda) war ein österreichischer Numismatiker und Kunsthistoriker, sowie während der NS-Zeit Museumsdirektor.

## Biografie
Fritz Dworschak, Sohn von Ernest Dworschak und Franziska (geb. Knapp), besuchte die Volksschule und das Piaristengymnasium in seiner Heimatstadt und studierte ab 1908 Geschichte und Kunstgeschichte an der Universität Wien, wo er im März 1913 promovierte.
Seit 1911 war Dworschak Mitglied des Österreichischen Institutes für Geschichtsforschung und legte im Juli 1913 am selben Institut die Staatsprüfung ab. Drei Monate später begann er als wissenschaftlicher Beamter seine Karriere am Kunsthistorischen Museum. 1921 wurde er Kustos des Museums. Nach der nationalsozialistischen Machtübernahme wurde er – in Folge der aus rassistischen bzw. politischen Gründen erfolgten Ausscheiden von August Loehr und Karl Pink – zunächst zum kommissarischen Leiter, im August 1938 zum Direktor und 1941 zum Ersten Direktor ernannt. Am 20. September 1940 beantragte er die Aufnahme in die NSDAP und wurde zum 1. Oktober desselben Jahres aufgenommen (Mitgliedsnummer 9.020.874).
In diesem Amt war er aktiv in die Beschlagnahmung und Verwertung von jüdischen Sammlungen involviert. Fritz Dworschak setzte auch durch, dass er am 9. Mai 1938 zum „Unterbevollmächtigten für die Bewachung der Sammlung beider Rothschilds“ eingesetzt wurde. Die Sammlungen mit bis zu 15000 Objekten wurden in einem Wiener Zentraldepot (Neubau auf der Wiener Hofburg und Schloss Belvedere) unter seiner Obhut aufbewahrt und von Hans Posse darauf hin gesichtet, welche Werke ins geplante Führermuseum Linz überführt werden sollten. Der verbliebene Rest sollte auf die Gaumuseen verteilt werden. Dworschak versuchte, Teile der Sammlungen für sein Museum zu erhalten, und achtete strikt darauf, dass die Bestände seines eigenen Museums nicht von der beabsichtigten Verteilung auf die Gaumuseen betroffen wurden. Daneben war er bestrebt, einen Teil der geraubten Kunstwerke für sein Museum zugesprochen zu erhalten, was ihm auch gelang. 44 Werke, darunter der Hauptteil der besten französischen Werke des 18. Jahrhunderts, wurden dem Kunsthistorischen Museum zugeteilt. In dem Depot für das Führermuseum in Stift Kremsmünster befanden sich Ende 1943 ca. 200.000 Münzen und Medaillen.
Wegen der drohenden Kriegsgefahr war er ab Sommer 1939 mit der Bergung der wertvollsten Bestände aus seinem Museum und den geraubten Kunstwerken befasst. Als wichtigste Depots wurden das ehemalige Schloss Steinbach (Göstling) der Familie Rothschild sowie die Kartause Gaming ausgewählt.
Fritz Dworschak war seit Sommer 1940 Mitglied im Komitee für die Wiedererlangung von Kunstwerken, gestohlen von den Franzosen aus Deutschland seit 1794. In dieser Funktion bereiste er Frankreich und fertigte für Hans Posse einen umfangreichen Bericht an.
Seit August 1942 leitete Dworschak auf Empfehlung von Hans Posse im Rahmen des Projekts „Sonderauftrag Linz“ den Bereich „Münzen und Medaillen“. Hierfür wurde er persönlich von Hitler am 5. August 1942 beauftragt. Per Erlass vom 30. September 1942 wurde die Einrichtung eines Münzkabinetts im Führermuseum in Linz festgelegt. Nach dem Tod von Posse im Dezember 1942, übernahm Dworschak den Auftrag, dieses Münzkabinett einzurichten. Hierzu griff er auf Münzen der beschlagnahmten jüdischen Sammlungen sowie der verschiedenen Klöster und Stifte in Österreich zurück.
Von 1919 bis 1945 war Dworschak Mitglied im Vorstand der Numismatischen Gesellschaft in Österreich.
Mit Kriegsende wurde Dworschak seines Amtes enthoben und 1947 in den Ruhestand versetzt. Von 1947 bis 1958 ist er als Leiter des Kulturamts und des Stadtarchivs Krems weiter tätig gewesen.

## Ehrungen
- Ernennung zum Hofrat
- 1960: Ehrenmedaille der Stadt Wien
- 1970: Eckhel-Medaille der Österreichischen Numismatischen Gesellschaft.
- Porträtmedaille von Rudolf Schmidt
- Ehrenring der Stadt Krems[4]

## Veröffentlichungen
- Krems, Stein und Mautern. Mit dem Katalog des Städtischen Museums in Krems an der Donau. Filser, Wien u. a. 1928.
- mit Karl Moeser: Die große Münzreform unter Erzherzog Sigmund von Tirol. Die ersten großen Silber- und deutschen Bildnismünzen aus der Münzstätte Hall im Inntal. Mit einer Ikonographie Erzherzog Sigmunds. = Erzherzog Sigmund der Münzreiche von Tirol. 1427–1496 (= Österreichisches Münz- und Geldwesen im Mittelalter. 7, ZDB-ID 2521622-3). E. Stepan, Wien 1936.
- Über 70 Artikel in Fachzeitschriften: Bernhard Koch: Numismatisches Oevreverzeichnis. In: Numismatische Zeitschrift. Bd. 90, 1975, S. 3–6 (online).